# Giuseppe Poggi
Giuseppe Poggi (Firenze, 3 aprile 1811 – Firenze, 5 marzo 1901) è stato un architetto e ingegnere italiano.

## Biografia

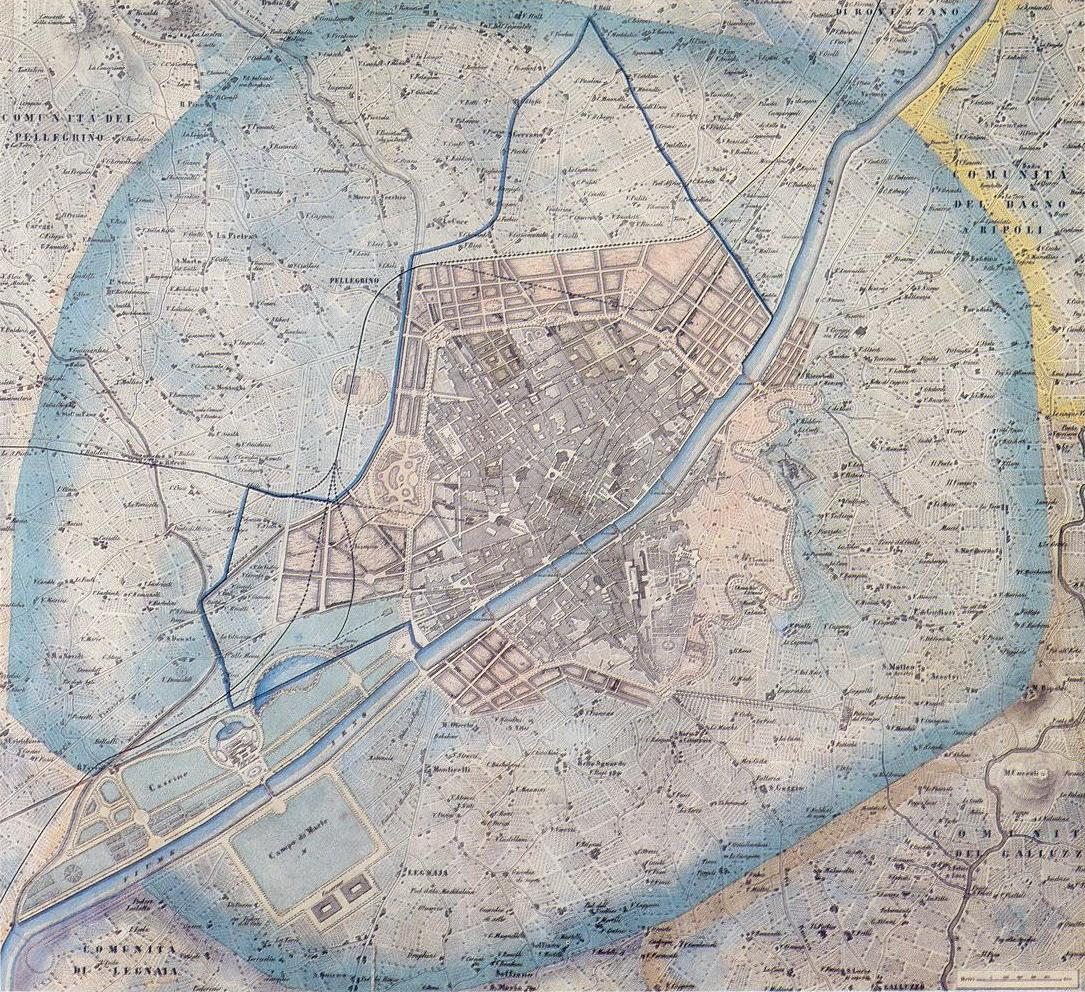
prima versione del piano regolatore di Firenze redatto da Poggi nel 1865

È stato, almeno dai tempi di Giorgio Vasari e Bernardo Buontalenti, l'architetto che maggiormente ha influenzato il volto di Firenze odierno.
Inizialmente ricevette molte commissioni dalla nascente borghesia ottocentesca per la creazione, la ristrutturazione e l'ammodernamento di ville, palazzi e giardini (Villa Favard, Palazzo Gondi, Palazzo della Gherardesca...), dove operava in sodalizio con pittori come Annibale Gatti. In particolare ebbe successo per la sua qualità nel coniugare uno stile neo-rinascimentale, consono alla storia cittadina, con le nuove mode, soprattutto legate ai parchi all'inglese.

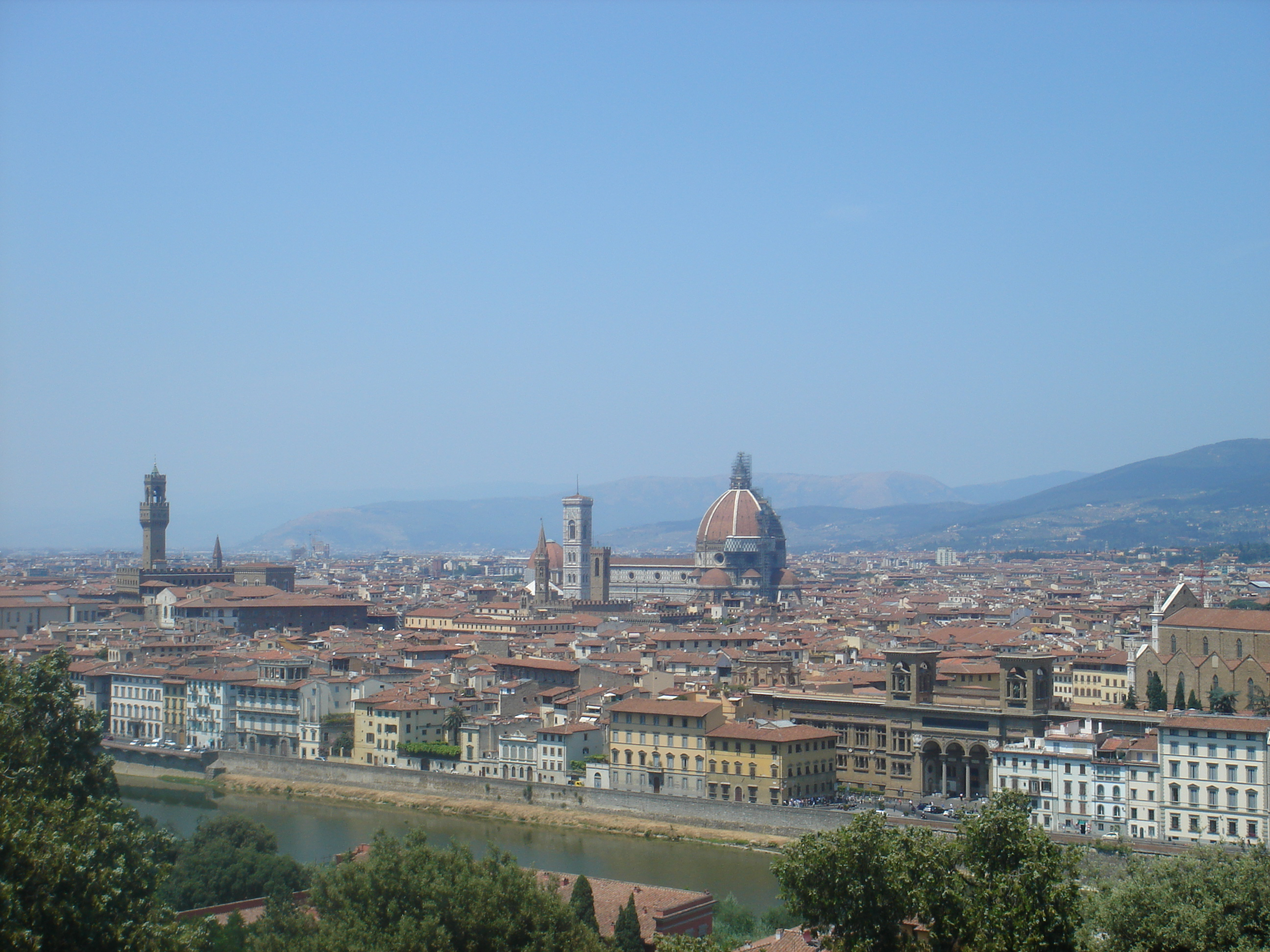
Firenze vista da piazzale Michelangelo

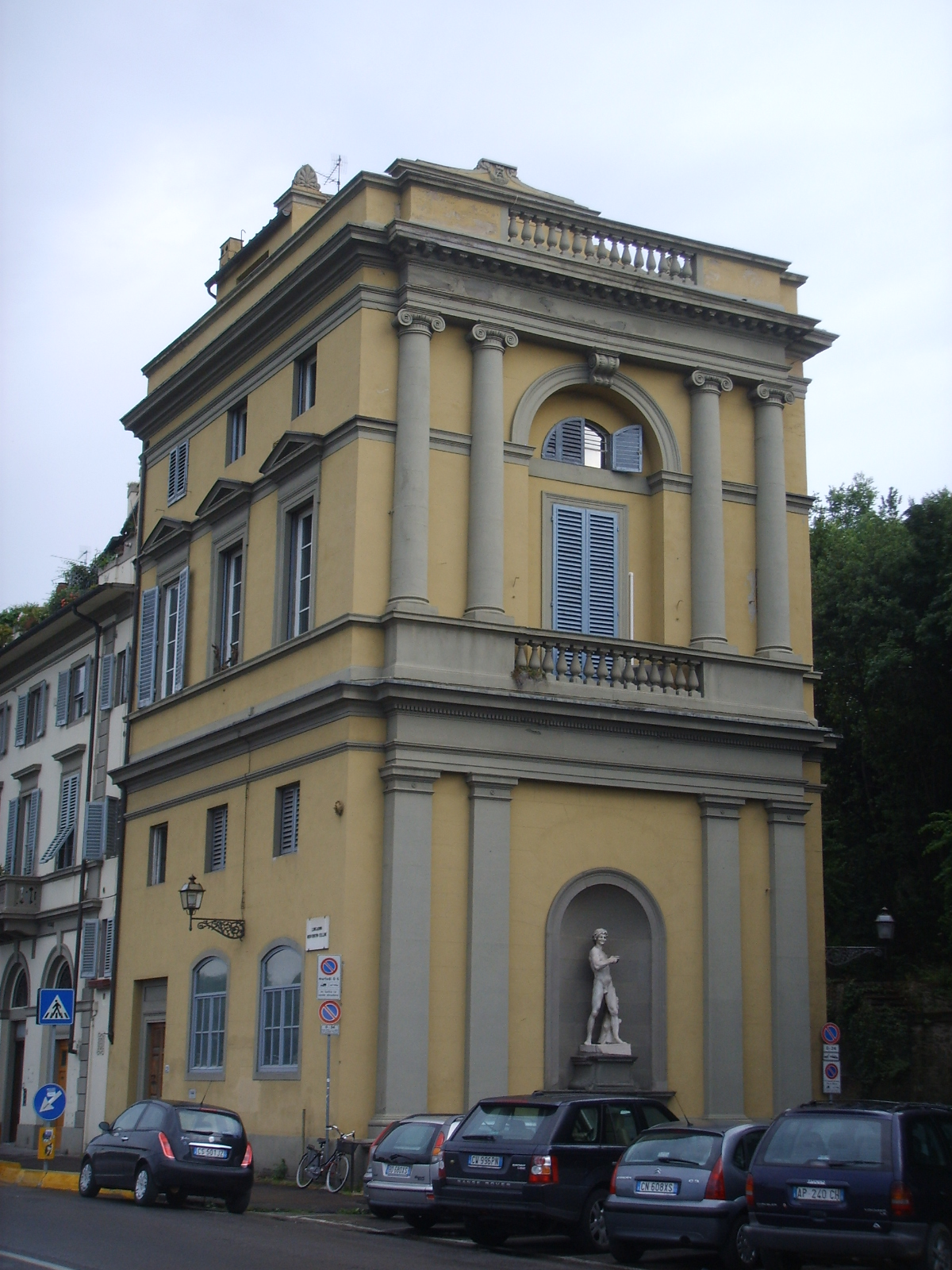
Palazzo del Lungarno Cellini

Nel 1864 ricevette il prestigioso incarico di studiare il nuovo assetto urbanistico di Firenze, iniziando il cosiddetto Risanamento: una volta abbattute le mura della parte nord realizzò i Viali di Circonvallazione, con alcune piazze scenografiche (Piazza Beccaria, Piazza della Libertà) dagli edifici raccordati stilisticamente sui lati, mentre al centro restavano in isole pedonali le antiche porte trecentesche. Nel Piazzale Donatello isolò il cimitero degli inglesi, circondato da cipressi in un insieme suggestivo che emozionò scrittori e pittori del romanticismo, come Arnold Böcklin, che vi si ispirò per il suo capolavoro dell'Isola dei morti.
In seguito creò sulla sponda opposta il viale dei Colli, ariosa passeggiata panoramica coronata dal Piazzale Michelangelo, forse il suo capolavoro.
Tra le altre opere di Poggi in Toscana troviamo le Terme di Casciana, del 1870 che dettero alla cittadina quel tono di città «granducale, collodiana, toscanissima» (come ebbe a scrivere lo scrittore elbano Carlo Laurenzi nel 1968).
A Poggi fu commissionato il progetto del monumento ai caduti, in massima parte toscani, della Battaglia di Curtatone e Montanara inaugurato a Curtatone il 29 maggio 1870.
È sepolto nel Cimitero di Trespiano di Firenze.
Suo fratello Enrico Poggi fu altra importante personalità del tempo.

## Archivio personale
Le sue carte sono conservate in più sedi. La sede di Architettura della Biblioteca di Scienze Tecnologiche, Università degli Studi di Firenze conserva il Fondo Giuseppe Poggi, composto da disegni che documentano i lavori edilizi per committenti privati (fra i quali i Gerini, i della Gherardesca, gli Incontri, i Giuntini). Entrato a far parte del patrimonio dell’Università di Firenze nella seconda metà del Novecento, si compone di oltre 900 pezzi, su vari supporti. Le tavole sono state digitalizzate e sono consultabili nel catalogo del Sistema bibliotecario dell'Ateneo fiorentino e in Internet culturale. L'Archivio di stato di Firenze conserva 77 unità e 171 piante. La Soprintendenza archeologia, belle arti e paesaggio per la città metropolitana di Firenze e le province di Pistoia e Prato conserva 2070 disegni in due fondi distinti.